# Cinteotl

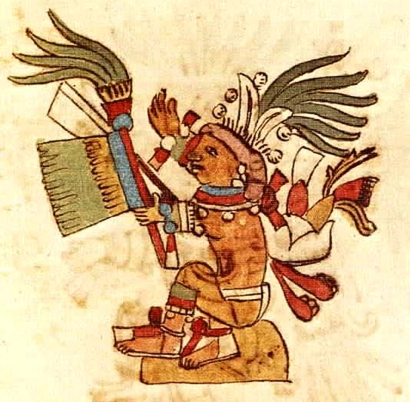
Centeotl
Darstellung im Codex Rios

In der aztekischen Mythologie war Cinteotl (aus Nahuatl: centli, der Mais und teotl, der Gott, auch Centeotl oder Centeocihuatl) eine der Gottheiten des Maises und somit einer der aztekischen Fruchtbarkeitsgötter. Er war der Sohn von Piltzintecuhtli (Siebenblume), des Gottes der aufgehenden Sonne und der Halluzinogene und Tlazolteotl (Dreckfresserin), der Göttin der Wollust, der verbotenen Liebe und der Reinigung. Er galt als der Gemahl von Xochiquetzal (aufrechte Blume). Cinteotl wurde bereits in toltekischer Zeit verehrt. Sein Gegenstück in der Mythologie der Maya war Hun Nal Yeh.

## Aussehen
Entsprechend seiner Assoziation mit Aussaat, Keimung und Wachstum der Nahrungspflanze Mais, wird Cinteotl meist als jugendlicher Gott dargestellt. Als Schmuck trägt er einen Maiskolben am Kopf, sein Gesicht ist zuweilen von einer durchbrochenen Linie durchzogen. Seine Haut ist gelblich tingiert.

## Maisgötter
Mais war die zentrale Kulturpflanze der Azteken. Dem gemäß beschäftigte sich auch ihre Mythologie viel mit dem Mais und ordnete ihm nicht nur eine Gottheit zu, sondern mehrere. Maisgötter gab es beiderlei Geschlechts. Zu den weiblichen, die ebenfalls jugendlich vorgestellt wurden, zählten Chicomecoatl (Sieben Schlange), Xilonen, die Göttin des jungen Maises, Ilamatecutli (Alte Herrin) und Xochiquetzal (Blumenfeder). Cinteotl galt als männliches Pendant Chicomecoatls und war eng mit Xochipilli (Blumenprinz) assoziiert, dessen mythologische Bedeutung sich weitgehend mit der Macuilxochitls (Fünf Blume) überschneidet.

## Opferkult
Entsprechend der Bedeutung des Maises als Nahrungsgrundlage der Azteken betrieben diese einen vielschichtigen Opferkult zu Ehren Cinteotls und seines weiblichen Aspektes Chicomecoatl. Höhepunkt der Opferrituale für die beiden Maisgottheiten war der aztekische Monat Hueytozoztli (Große Nachtwache, auch Uey Tocoztli), der sich vom 15. April bis zum 4. Mai erstreckte. Dabei opferte man den Maisgöttern in Häusern und Tempeln Blumen und Blätter. Es fand eine Prozession zum Tempel der Chicomecoatl statt, in deren Folge ein Gefangener geopfert wurde. Blieb der Regen im Monat Hueytozoztli aus, wurden auch Kinder zu Ehren des Regengottes Tlaloc geopfert.